# Koppl
Koppl ist eine Gemeinde im Land Salzburg in Österreich mit 3680 Einwohnern (Stand 1. Jänner 2024). Der Ort im Bezirk Flachgau grenzt an den östlichen Stadtrand der Landeshauptstadt Salzburg. Im Nesslgraben zwischen Koppl und Hof bei Salzburg liegt der Salzburgring, eine Rennstrecke, die in ihrer Vergangenheit auch für Formel-2-Läufe genutzt wurde.

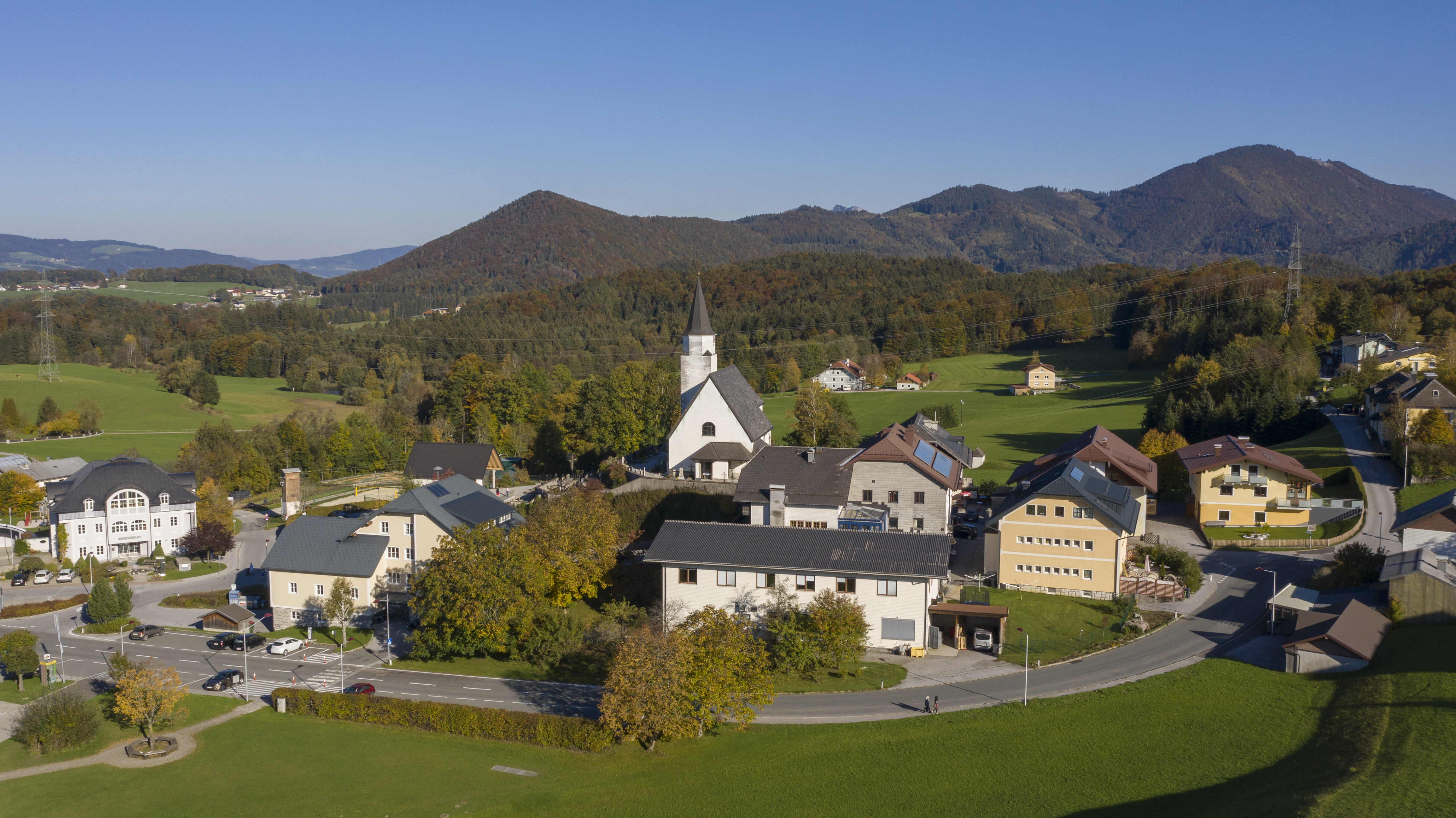
Der Ortskern von Koppl.

## Geographie
Die Gemeinde liegt in der Übergangszone der Osterhorngruppe zum Salzburger Seengebiet. Das Gemeindegebiet mit 8½ Kilometer Ost-West- und knapp 6 Kilometer Nord-Süd-Ausdehnung umfasst mehrere Passlandschaften sowie mehrere Talungen und entwässert komplex: Im Westen fließt der Alterbach westwärts über das nördliche Salzburg zur Salzach, die Mitte über den Plainfelder Bach nordwärts und dann ostwärts in Richtung Mondsee (und im weiteren Verlauf über die Traun zur Donau), das Dorf Koppl selbst und Weißbach liegen im oberen Tal des Rettenbachs, der vom Gaisberg über den Wiestalstausee und den Almbach zur Salzach bei Hallein fließt, der östlichste Gemeindeteil Ladau ist wieder ein Nebental des Plainfelder Bachs bei Plainfeld. Die nördlichsten Gemeindegebiete am Petersberg entwässern teils zum Grabbach, teils zum Schernbach, zwei Nebenbächen des Söllheimerbachs (zum Alterbach), die südlichste Spitze bei Klaus liegt im Tal des Meierhofbachs, der in Richtung Wiestalstausee fließt. Eine Passlandschaft liegt um Unterkoppl, die zweite als Talpass zwischen Schnurrn und Dorf Koppl, eine um Willischwandt und eine bei Reit am Gitzenberg. Die Hauptwasserscheide Salzach–Traun quert das Gemeindegebiet über Unterkoppl–Willischwandt.

### Gemeindegliederung
Das Gemeindegebiet umfasst folgende sechs Ortschaften (in Klammern Einwohnerzahl Stand 1. Jänner 2024):
- Guggenthal (510) samt Gniglerbauern
- Habach (1066) samt Eggerl, Grabnersiedlung, Koppl, Salzburgring, Schnurrn, Weilmannschwandt und Willischwandt
- Heuberg (810) samt Gruber, Gruberfeldsiedlung und Schwandt
- Koppl (496) samt Unterkoppl
- Ladau (367) samt Reit, Wiedmoos und Wies
- Winkl (431) samt Gaisbergau und Weißbach

Die Gemeinde besteht aus den Katastralgemeinden Heuberg I und Koppl.
Die Gemeinde gehört zum Gerichtsbezirk Seekirchen am Wallersee. Regionalplanerisch gehört sie zum Gemeindeverband Osterhorngruppe, und zum Salzkammergut (Salzburger Salzkammergut).

### Nachbargemeinden
| Hallwang                 | Eugendorf                                   | Plainfeld        |
| Salzburg (Statutarstadt) | Kompassrose, die auf Nachbargemeinden zeigt | Hof bei Salzburg |
| Elsbethen                |                                             | Ebenau           |

### Hauptort der Gemeinde
Das Dorf Koppl selbst liegt etwa 1½ km südlich der Wolfgangseestraße, Abzweigung beim Salzburgring. Es gehört zur Ortschaft Habach (die daher formal Gemeindehauptort ist) und erstreckt sich entlang der Gemeindestraße, auf um die 750 m ü. A. am Rettenbach, der vom Gaisberg her über Ebenau zum Wiestalstausee fließt, also schon nach Süden entwässert.
Zur Katastralgemeinde gehören auch die Ortschaften Koppl (um Unterkoppl) (nordwestlich) und Ladau (nordöstlich, gegen Plainfeld und Thalgau hin).
Nachbarorte
| Eggerl     | Schnurrn                                    | Habach Willischwandt               |
| Weißbach   | Kompassrose, die auf Nachbargemeinden zeigt | Hinterschroffenau (Gem. Hof b.Sbg) |
| Gaisbergau | Unterberg (Gem. Ebenau)                     | Ebenau (Gem.)                      |

## Geschichte

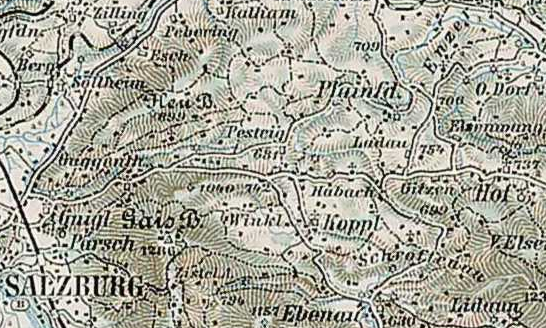
„Koppl“. Franzisco-Josephinische Landesaufnahme, Blatt 31–48 Salzburg, um 1900

Die Kirche in Koppl wird bereits im 13. Jahrhundert als Vikariatskirche von Seekirchen erwähnt. Bis zur Säkularisation war Koppl Sitz einer Hofmark des Bischofs von Chiemsee. Nach einem Brand am 23. Juli 1816 wurde die Kirche in Koppl am 12. Juli 1886 von Erzbischof Franz Albert Eder wieder eingeweiht. 1823/24 war Joseph Mohr von Anthering aus Aushilfsweise Vikariatsprovisor in Koppl. Eine Tafel in der südlichen Außenkapelle der Pfarrkirche St. Jakob erinnert daran.
Guggenthal war ursprünglich ein Teil der Gemeinde Gnigl. Als diese 1935 nach Salzburg eingemeindet wurde, entschieden die Guggenthaler, sich in die Gemeinde Koppl einzugliedern.
Der 1969 eröffnete Salzburgring befindet sich im Nesselgraben zwischen Koppl und Hof bei Salzburg.
In Guggenthal wurde Grünland umgewidmet und 2010 von einer privaten Person ein Kunstdepotgebäude aus Betonfertigteilen zur Anmietung durch das Museum der Moderne Salzburg errichtet. Der Naturschutzbund kritisierte diese nach eigenen Angaben Zerstörung der Landschaft.
Bekanntheit erlangte der Ort 1966 durch den Todesfall Virginia Hill.

## Politik

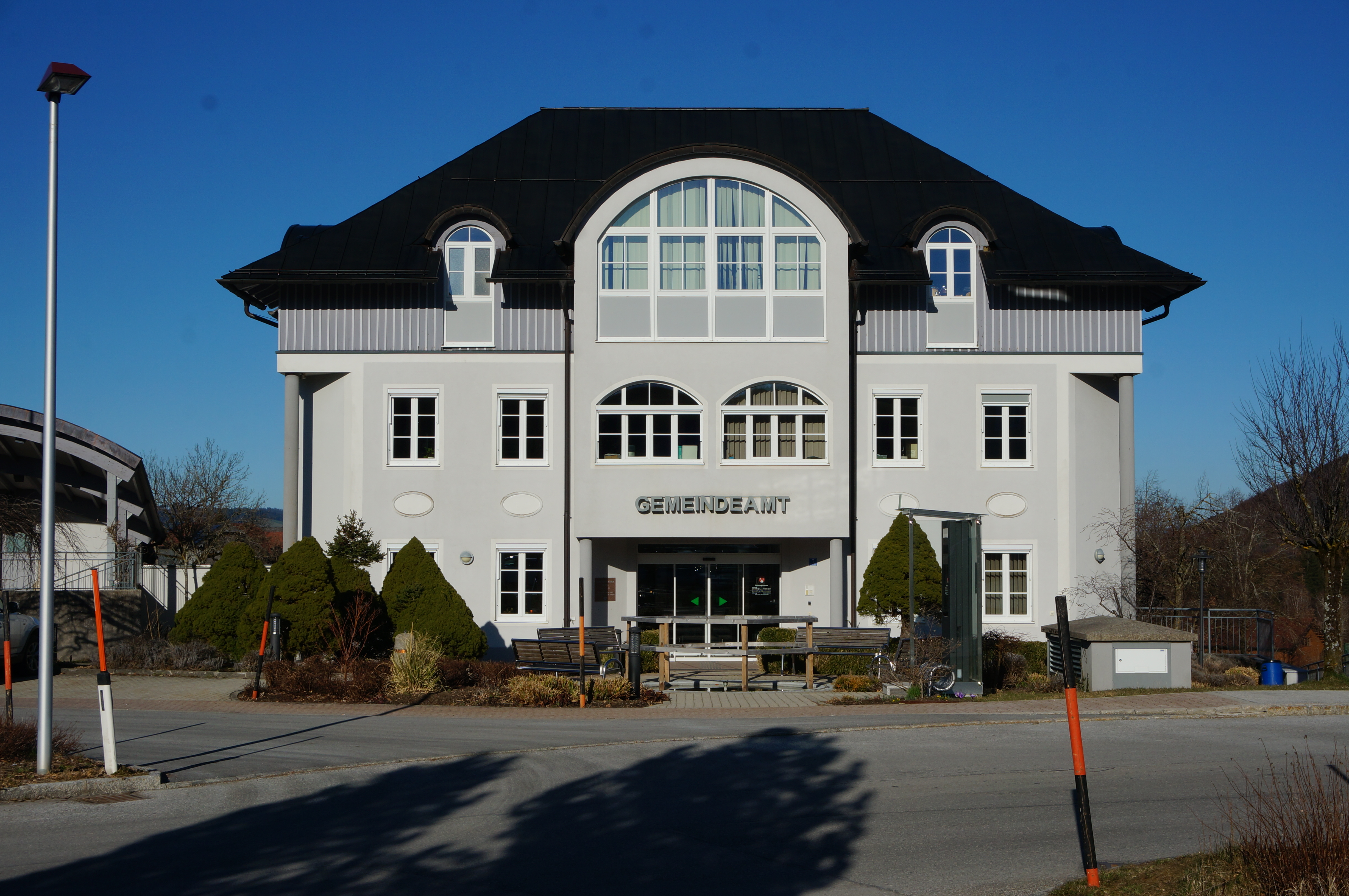
Gemeindeamt Koppl (2025)

### Gemeinderat
| Gemeinderatswahl 2024Wahlbeteiligung: 70,0 % 6050403020100 46,2 % (−8,1 %p)21,6 % (+0,8 %p)20,0 % (n. k. %p)12,3 % (+3,1 %p)n. k. % (−15,6 %p) ÖVPGRÜNEULKFPÖSPÖ20192024 |

Die Gemeindevertretung hat insgesamt 21 Mitglieder.
- Mit den Gemeindevertretungs- und Bürgermeisterwahlen in Salzburg 2004 hatte die Gemeindevertretung folgende Verteilung: 10 ÖVP, 8 SPÖ, und 1 FPÖ.
- Mit den Gemeindevertretungs- und Bürgermeisterwahlen in Salzburg 2009 hatte die Gemeindevertretung folgende Verteilung: 13 ÖVP, 5 SPÖ, und 1 FPÖ.[8]
- Mit den Gemeindevertretungs- und Bürgermeisterwahlen in Salzburg 2014 hatte die Gemeindevertretung folgende Verteilung: 10 ÖVP, 4 Grüne, 3 SPÖ, und 2 FPÖ. (19 Mitglieder)[9]
- Mit den Gemeindevertretungs- und Bürgermeisterwahlen in Salzburg 2019 hatte die Gemeindevertretung folgende Verteilung: 12 ÖVP, 4 Grüne, 3 SPÖ, und 2 FPÖ.[10]
- Mit den Gemeindevertretungs- und Bürgermeisterwahlen in Salzburg 2024 hat die Gemeindevertretung folgende Verteilung: 10 ÖVP, 5 Grüne, 4 ULK und 2 FPÖ.[11]

### Bürgermeister

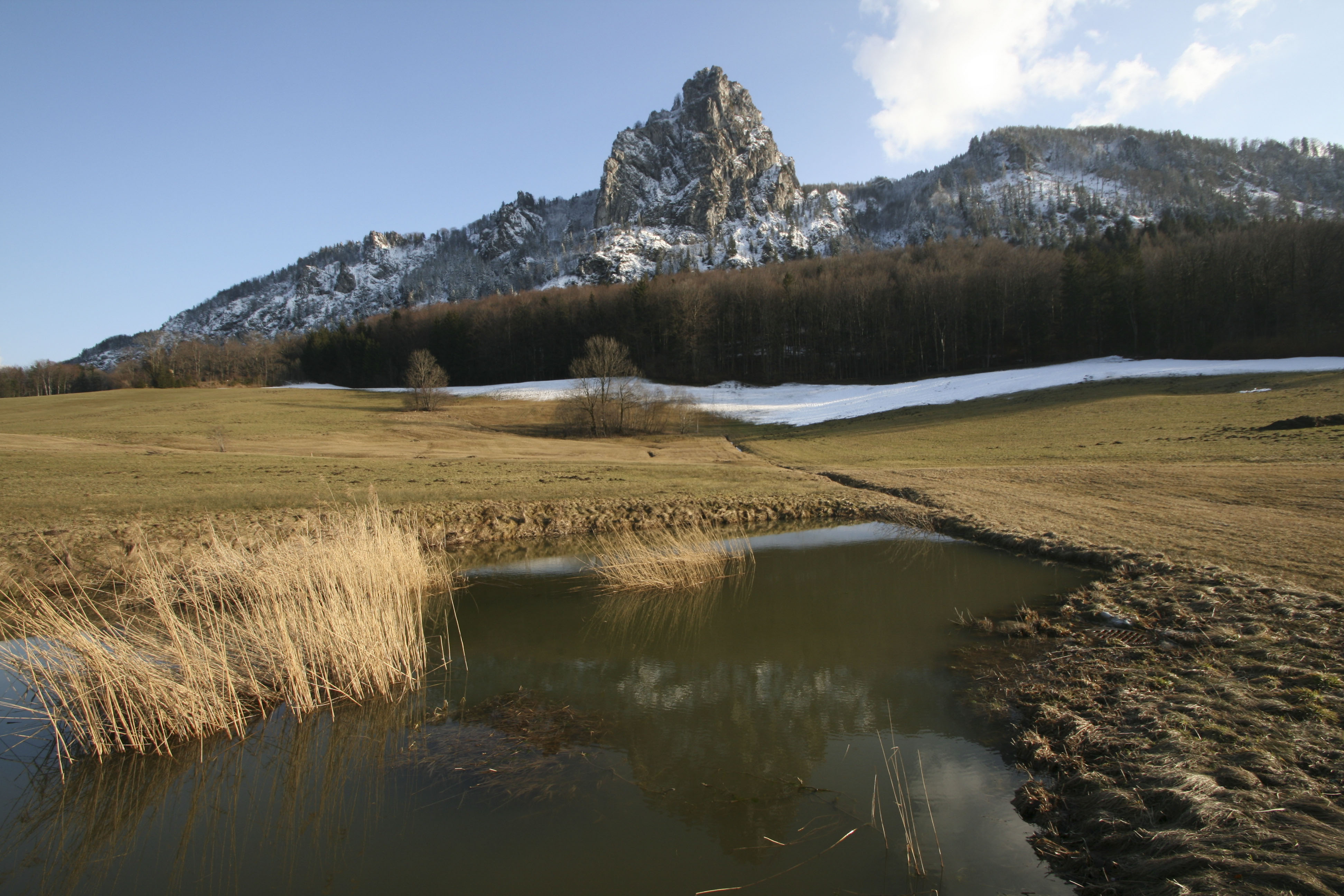
Der Nockstein.

- bis 2008 Ägidius Trickl (ÖVP)
- seit 2008 Rupert Reischl (ÖVP)[12]

### Wappen
Das Wappen der Gemeinde ist beschrieben:
In Rot eine aufragende Felskuppe, überhöht rechts von einem Adlerkopf und links von der Kurvatur eines Pedums, beide einwärtsgekehrt und alle Figuren silbern.
Die Felskuppe symbolisiert den Nockstein, das Wahrzeichen der Gemeinde. Adler und Krummstab sind dem Wappen des Bistums Chiemsee entnommen, das vom 14. bis zum Beginn des 19. Jahrhunderts Besitzer von Koppl war.

## Kultur und Sehenswürdigkeiten
- Schloss Guggenthal
- Gut Guggenthal

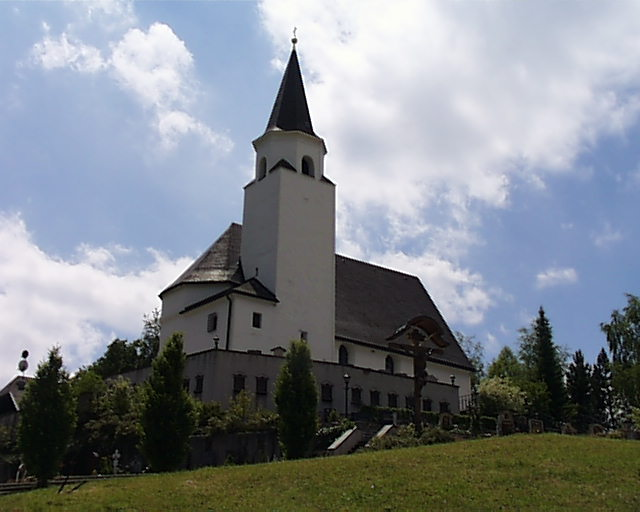
Pfarrkirche Koppl

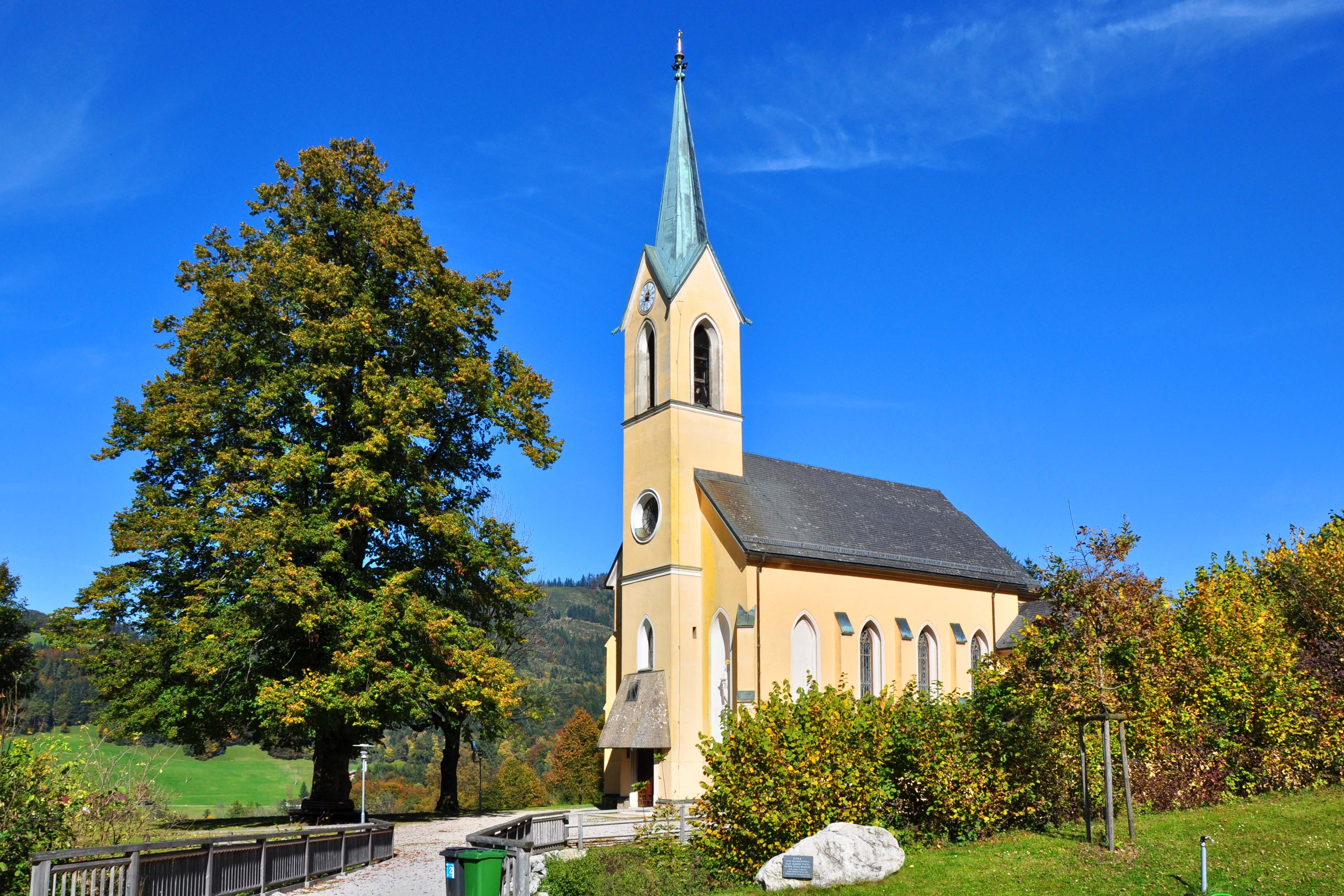
Filialkirche Guggenthal

- Katholische Pfarrkirche Koppl hl. Jakobus der Ältere
- Katholische Filialkirche Guggenthal hl. Kreuz und hl. Elisabeth
- Salzburgring, Rennstrecke und Veranstaltungszentrum für Festivals aller Art
- Manro – Classic Auto und Musikmuseum an der Wolfgangsee Straße[14]
- Koppler Moor: Das größte zusammenhängende Moorgebiet auf dem Gemeindegebiet ist das Koppler Moor. In einem Becken westlich des Ortes hatte es früher eine weitaus größere Ausdehnung als heute. Dem aufgeklärten Menschen des 19. Jahrhunderts erschienen Feuchtgebiete und Moore als unproduktive Flächen, die zu Nutzflächen umgewandelt werden sollten. Entwässerungen in Form von tiefen Gräben und Drainagen führten zu einer möglichst effektiven Austrocknung der oberen Bodenschichten. Der Torf der Hochmoore wurde zu Heizzwecken abgebaut.

## Wirtschaft und Infrastruktur

### Bildung
Die Gemeinde verfügt über zwei Volksschulen, die von etwa 165 Schülern besucht werden.

## Persönlichkeiten

### Ehrenbürger der Gemeinde
- 1993: Hans Paarhammer (1947–2020), Prälat und Kirchenrechtler

### Mit der Gemeinde verbundene Persönlichkeiten
- Hannes Ebner (* 1958), Politiker (SPÖ)